# Pulai Imre
Pulai Imre (Budapest, 1967. november 14. –) olimpiai bajnok magyar kenus, szánkós. Fia Pulai Bence úszó olimpikon. Edzői: 1996-ig Vaskuti István volt, 1996-tól pedig Szabó Attila mesteredző.

## Kenus pályafutása
Pulai Imre 1979-ben kezdett kenuzni. 1985-ben Bp. Honvéd versenyzőjeként az Ifjúsági Barátság Versenyen hatodik volt egyes 1000 méteren, negyedik kettes 500 méteren. 1988-ban vett részt az olimpián, ahol a kenu egyes 1000 méteren hatodik lett. A következő években a világbajnokságokra nem tudott kijutni. 1991-ben a párizsi világbajnokságon 500 méteren egyesben negyedik, négyesben ötödik lett. Az 1992-es olimpián mindkét egyes versenyszámban versenyzett volna, de hátsérülése miatt az 1000 méteres szereplésről le kellett mondania. Az 500 méteres versenyben ötödik volt.
1993-ban, a koppenhágai világbajnokságon egyes 1000 méteren hetedik helyen végzett. Ezen a vb-n szerezte meg első világbajnoki címét a négyes tagjaként (Takács Tibor, Bohács Zsolt, Kolonics György). A következő évben, megvédték elsőségüket (Takács, Horváth Csaba, Kolonics). Ugyanitt egyes 1000 méteren ötödik, 500 méteren második volt. Az 1995-ös duisburgi világbajnokságon az egyes 1000 méteres versenyében aratott győzelme és az 500 méteren szerzett bronzérme után Magyarországon az év sportolójának választották. Egy évvel később az atlantai olimpián a kenu egyes 500 méteres versenyében bronzérmes lett.
1997-ben és 1998-ban nem tudta kiharcolni a világbajnoki szereplés lehetőségét. 1999-ben Novák Ferenc társa lett a kenu kettesben. A páros már első szezonjában, a milánói világbajnokságon ezüstérmes lett 500 méteren. 1000 méteren hetedik helyen végeztek. A négyes 500 méteren (Kolonics, Horváth, Novák) kilencedik helyen értek célba. Novákkal a 2000-es ötkarikás játékokon 500 méteren olimpiai bajnok lettek. 1000 méteren ötödikek lettek.
2001-ben és 2002-ben a válogatókon nem tudták kiharcolni a csapattagságot a világbajnokságra. 2003-ban újabb világbajnoki győzelmét szerzett, ezúttal négyes 1000 méteren (Hüttner Csaba, Joób Márton, Novák). Négyes 500 méteren (Hüttner, Fürdök Gábor, Novák) negyedik helyen ért célba. Miután az orosz Szergej Ulegin elbukott a doppingellenőrzésen, az egységet bronzérmesnek nyilvánították. 2004-ben négyes 1000 méteren (Hüttner, Fürdök, Novák) Európa-bajnok volt. 500 méteren (Buzál Miklós, Ispán László, Novák) ötödik helyen végzett. 2006-ban az Európa-bajnokságon 500 méteren induló négyes tagjaként (Fürdök, Csabai Edvin, Novák) bronzérmesként térhetett haza. Ugyanez az egység a vb-n ötödik volt.
2017 januárjában, az Észt Kajak-Kenu Szövetség felkérte Pulait hogy vezesse öt versenyző felkészítését vezetőedzőként.

## Szánkózó pályafutása
2005 után fokozatosan sportágat váltott. Szánkóedzésekbe kezdett és el akart indulni a 2006-os torinói téli olimpián. Megalapította a Magyar Szánkószövetséget és bejelentette, hogy indulni kíván a 2010-es vancouveri téli olimpián, de végül nem kapta meg a zöldkártyát a sportág nemzetközi szervezetétől.
2010 januárjában, a szánkósok lettországi Siguldában rendezett Európa-bajnokságán a 33. helyen végzett.
Pulai Imre jelenleg vállalkozó, egy budapesti edzőterem társtulajdonosa.

## Díjai, elismerései
- Az év magyar sportolója (1995)
- Az év magyar kenusa (1994)
- Magyar Köztársasági Ezüst Érdemkereszt (1996)
- A Magyar Köztársasági Érdemrend tisztikeresztje (2000)